# Bas-Intyamon
Bas-Intyamon es una comuna suiza del cantón de Friburgo, situada en el distrito de Gruyère. Limita al oeste y al norte con la comuna de Gruyères, al este con Charmey, y al sur con Grandvillard y Haut-Intyamon.
La comuna de Bas-Intyamon es el resultado de la fusión el 1 de enero de 2004 de las antiguas comunas de Enney, Estavannens y Villars-sous-Mont, actualmente relegadas al rango de localidades.

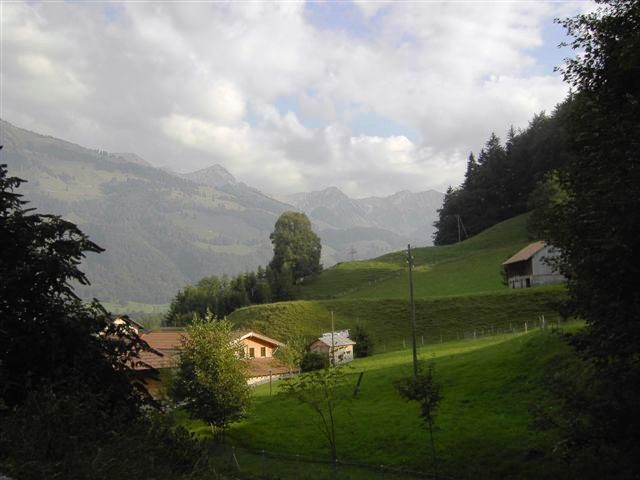
Bas-Intyamon